# Robsonius
Robsonius är ett fågelsläkte i familjen gräsfåglar inom ordningen tättingar. Släktet omfattar numera tre arter som enbart förekommer på ön Luzon i norra Filippinerna:
- Bicolgräsfågel (R. sorsogonensis)
- Cordilleragräsfågel (R. rabori)
- Sierramadregräsfågel (R. thompsoni) – nyligen beskriven art

Fram tills nyligen betraktades släktet tillhöra timaliorna, men DNA-studier visar att de istället tillhör Locustellidae.